# Schéma de la ligne 2 du métro de Marseille
Cette page est une annexe de l'article « Ligne 2 du métro de Marseille ».
| tENDEa orange |

| tSTRe orange |

| STR+l orange | ABZgr orange |  |

| STR orange | ÜST orange |  |

| exKBHFa lime | STR orange | INTACC orange | ENDEa orange |  |

| exSTR lime | STR orange | ABZgl orange | ABZg+r orange |  |

| exLSTR lime | DST orange | STR orange | DST orange | LSTR |

|  | STRl orange | ABZg+lr orange | ABZlr orange | ABZg+r |

|  |  | hSTRa@g orange |  | LSTR |

| hÜSTl orange |

| hÜSTr orange |

| hINT orange |

| RAq | hSKRZ-A | RAq |

| hSTRe@f orange |

| tSTRa orange |

| tBHF orange |

| LSTRq | tSTR orange | LSTRq |

| tBHF orange |

| LSTRq yellow | tSTR orange | STR+r yellow |

| STR+l yellow | tSTR orange | STRr yellow |

| STR yellow | tÜSTl |  |

| BHF yellow | tINT orange |  |

| STR yellow | tÜSTl |  |

| LSTR yellow | tSTR orange |  |

| tBHF orange |

| tSTR+l orange | tSTRr orange |  |

|  | tSTR+l orange | tABZlr orange | tSTR+r orange |  | LSTR | LSTR |

| utCONTgq | tSTR orange · utSTRq | utSTR+r | tSTRg orange |  | STR | STR |

|  | tSTRf orange | utABZg+l | tABZgr orange | KBHFaq | ABZqr | ABZgr+r |

|  | tINT-L orange | utINT-M | tINT-R orange |  |  | STR |

|  | tABZgl orange | utABZg+r | tSTRg orange |  |  | LSTR |

| tSTRf orange | utSTRl | utSTRq · tSTR orange | utCONTfq |  |

| tSTRl orange | tABZ+lr orange | tSTRr orange |  |  |

| tSTRl orange | tSTR+r orange |  |

|  | LSTRq yellow | tSTR orange | BHFq yellow | LSTRq yellow |

|  | HUBaq · XPLTaq | HUBrf · XPLTeq |

|  |  | tSTR orange | tSTRl carrot | tCONTfq carrot |

| tBHF orange |

| LSTR+r lime | tSTR orange |  |

| KBHFxe lime | tSTR orange |  |

|  | utSTRq | utSTRq · tSTR orange | HUB · XPLTa | utSTRq |

|  | exSTRl lime | tSTR orange | HUB · XPLT | exLSTR+r lime |

|  | tÜSTl | XPLT |

|  | HUBaq · XPLTaq | XPLTr |

| tÜSTr |

| tINT orange |

| tINT orange |

| tSTRe orange |

|  | WDAMMg | hSTRa@g orange |  | exLSTR lime |

|  | tWASSERa | hÜSTl orange |  | exSTR lime |

| exSTR+l lime | tWASSER | HUBaq · exSTRq lime | exBHFq lime | exSTRr lime |

| exSTR lime | tWASSER | hÜSTl orange |  |  |

| exLSTR lime | tWASSERe | hENDEe orange |  |  |

## Sources
- Carte détaillée du réseau de métro et tramway de Marseille sur cartometro.com ;
- OpenStreetMap ;
- Géoportail et/ou Google Maps, pour des points de détails.